# Bruno Mendini
Bruno Mendini (Cavalese, 2 ottobre 1891 – Trento, 7 gennaio 1957) è stato un politico italiano, deputato e podestà di Trento durante il ventennio fascista.

## Biografia
Bruno Filippo Giuseppe Celeste, figlio di Celeste ed Emma Franzelin, nacque a Cavalese in Trentino, allora sotto l'Impero austro-ungarico, nel 1891.
A seguito dello scoppio della prima guerra mondiale, spinto da sentimenti irredentisti, fuggì in Italia e si arruolò volontario negli alpini.
Dopo la guerra fu podestà di Cavalese dal 1926 al 1934, membro della Camera dei deputati dal 1929 al 1939 e successivamente consigliere nazionale alla Camera dei Fasci e delle Corporazioni come rappresentante della Corporazione del Legno. Fu presidente della sezione trentina dell'Associazione Nazionale Alpini dal 1928 al 1938.
Nel 1939 fu nominato podestà di Trento. A seguito dell'Ordine del giorno Grandi del 24 luglio 1943 fu costretto ad abbandonare la carica, venendo sostituito dal commissario prefettizio Gilberto Mazzanti, ma fu richiamato in settembre, quando la provincia di Trento fu occupata dai tedeschi (era prefetto l'avv. Adolfo de Bertolini). Con la liberazione fu sostituito da Gigino Battisti, nominato dal CLN provinciale.